# Порсгрун
Порсгрун (норв. Porsgrunn) је по значајан град у Норвешкој. Град је у оквиру покрајине Источне Норвешке и други је по значају град округа Телемарк.
Према подацима о броју становника из 2011. године у Порсгруну је живело око 30 хиљада становника, док у повезаном градском подручју Скијена и Порсгруна живи близу 90 хиљада становника.

## Географија
Град Порсгрун се налази у јужном делу Норвешке. Од главног града Осла град је удаљен 150 km југозападно од града.
Рељеф: Порсгрун се налази на јужној обали Скандинавског полуострва. Подручје града је долинско до бреговито, а изнад града се издижу планине. Сходно томе, надморска висина града иде од 0 до 100 м надморске висине.
Клима: Клима у Порсгруну је умерено континентална са утицајем Атлантика и Голфске струје. Њу одликују благе зиме и хладнија лета.
Воде: Порсгрун се развио као лука Скагераку, делу Северног мора (Гунеклевски фјорд). Од града узводно је прокопан Телемаркски канал у 19. веку.

## Историја
Први трагови насељавања на месту данашњег Порсгруна јављају се у доба праисторије. Данашње насеље основано је у средњем веку, али није имало већи значај до касног 16. века, када се ту развија пристаниште. Насеље је добило градска права 1653. године, када се ту смешта царина.
У 18. веку град је био значајна лука и трговиште, са више богатих породица, па је у граду цветала уметност и култура.
Током петогодишње окупације Норвешке (1940—45) од стране Трећег рајха Скијен и његово становништво нису значајније страдали.

## Становништво
Данас Порсгрун има око 30 хиљада у градским границама. Повезано градско подручје Скијена и Порсгруна насељава близу 90 хиљада становника. Последњих година број становника у граду се повећава по годишњој стопи од близу 0,5%.

## Привреда
Привреда Порсгруна се традиционално заснива лучким делатностима. Последњих година значај трговине, пословања и услуга је све већи.

## Збирка слика
- Стари део Скијена
- Западна градска црква
- Велики мост у Порсгруну
- Градска кућа Порсгруна